# Eames House

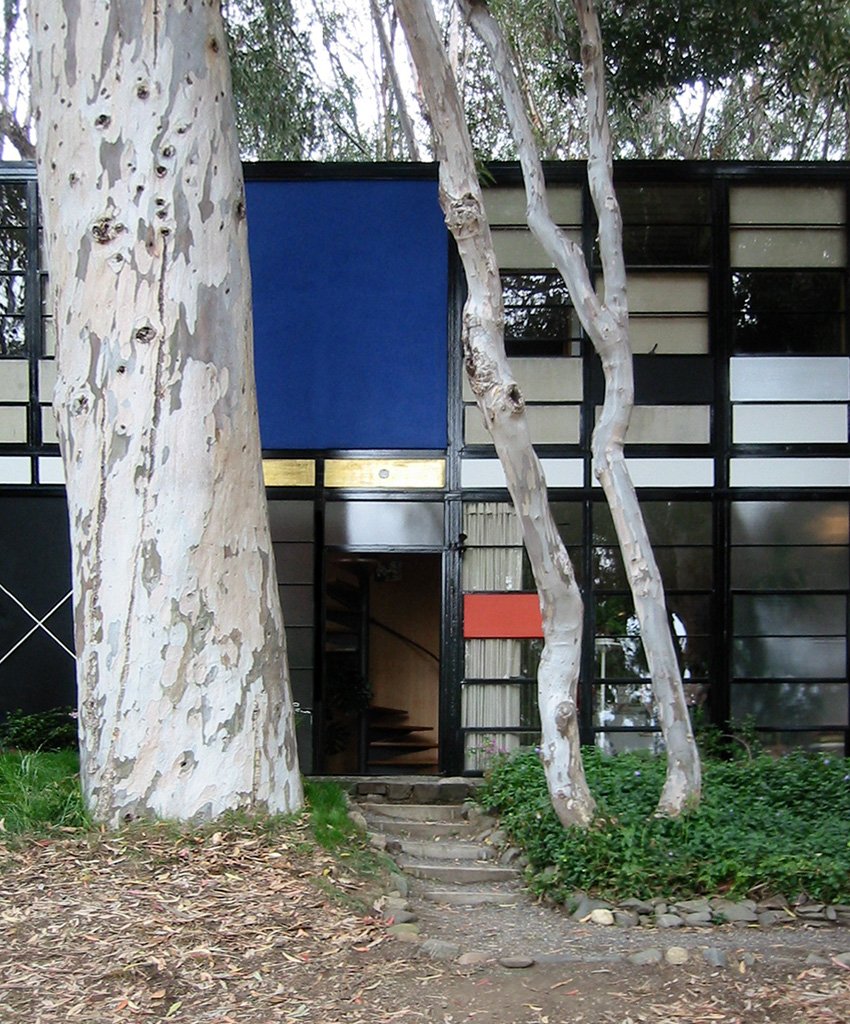
Der Eingang des Hauses mit einem Eukalyptus-Baum

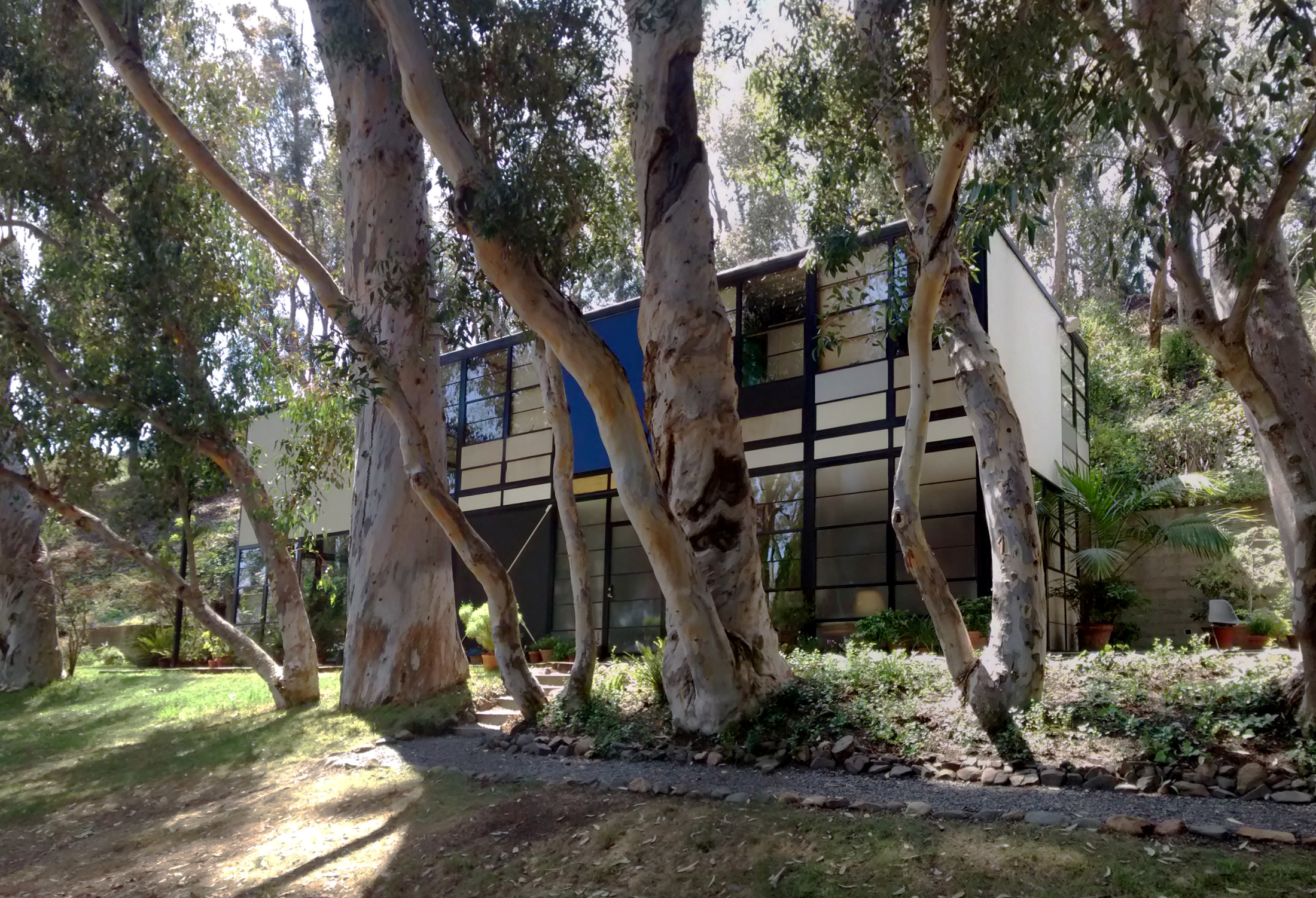
Die bunte Fassade ist ein Merkmal des Gebäudes

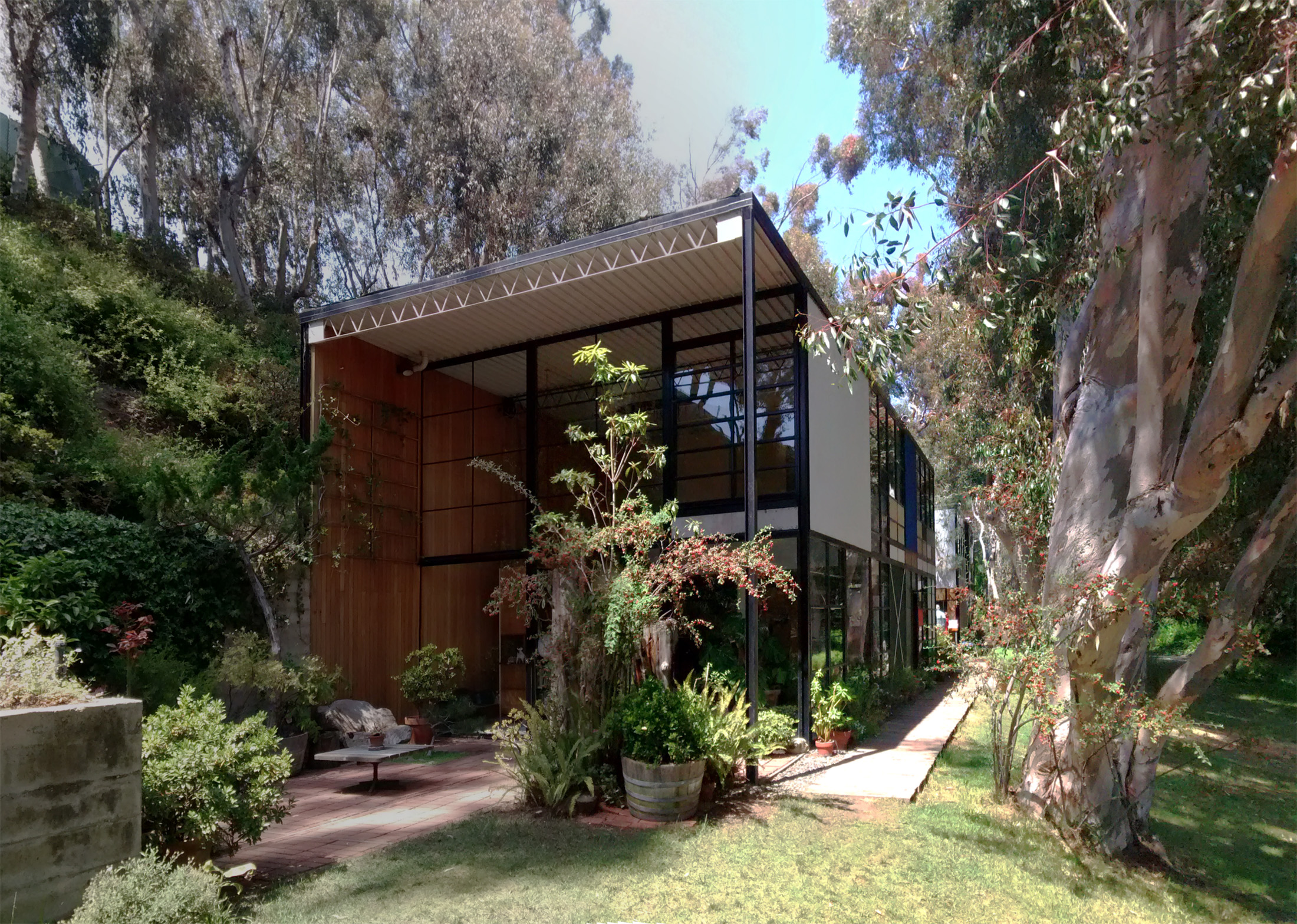
Die südliche Fassade ist komplett verglast

Das Eames House ist ein denkmalgeschütztes Wohnhaus in Los Angeles, das von dem Architekten Charles Eames und seiner Frau Ray Eames 1949 im Rahmen des Case-Study-Houses-Programms der Zeitschrift Arts & Architecture als ihr privates Wohnhaus gebaut wurde. Das auch Case Study House Nr. 8 genannte Haus befindet sich im Stadtteil Pacific Palisades, 203 North Chautauqua Boulevard, unweit der Pazifik-Küste.

## Entwicklung
Das Konzept der Eames sah ein Haus vor, das zum Wohnen und Arbeiten geeignet war. Ab 1945 arbeiteten Charles und Ray an dem Entwurf, auch mit Hilfe von Eero Saarinen – mit ihm entwarfen sie auch Möbel und nahmen gemeinsam an Design-Wettbewerben teil. Geplant war ein gradliniger Bau, der von einer Stahlkonstruktion getragen wurde und große Glasflächen in der Fassade hatte. Wichtig war den Eames, dass alle tragenden Teile als Standardbauelemente aus dem Sortiment von Metallhändlern zu beziehen waren. Rohstoffe waren in der Zeit kurz nach Ende des Zweiten Weltkriegs jedoch nicht in ausreichenden Mengen verfügbar, sodass es drei Jahre dauerte, bis alle Teile geliefert waren. Während dieser Wartezeit änderten die Eames ihre Pläne mehrfach. Die 5,10 Meter hohe Fassade ist in mehrere rechteckige Flächen unterteilt, die – ähnlich den Arbeiten von Piet Mondrian – farbig gestaltet sind. Die Flächen werden von den dünnen, schwarz lackierten Stahlträgern unterbrochen. Eine Reihe von Eukalyptus-Bäumen, die sich schon vorher auf dem nach Süden abfallenden Baugrundstück befanden, bilden einen Kontrast zu der Fassade.
Auf dem nordwestlichen Nachbargrundstück bauten Charles Eames und Eero Saarinen zur gleichen Zeit das 1949 vollendete Entenza House (Case Study House Nr. 9) für den Herausgeber des Case-Study-Programms.

## Nutzung
Charles und Ray Eames wohnten und arbeiteten in dem Haus von der Fertigstellung 1949 bis zu ihrem Tod. Das Haus verblieb im Besitz der Familie der Eames, die sich auch um die Instandhaltung kümmert. Am 20. September 2006 wurde Eames House als Baudenkmal in das National Register of Historic Places aufgenommen und gilt seit diesem Tag zudem als National Historic Landmark. Die Los Angeles Times zählte es 2008 zu den zehn wichtigsten Gebäuden in Los Angeles.
Das American Institute of Architects zeichnete das Eames House 1978 mit dem Twenty-five Year Award aus.